# Relações entre católicos e ortodoxos orientais

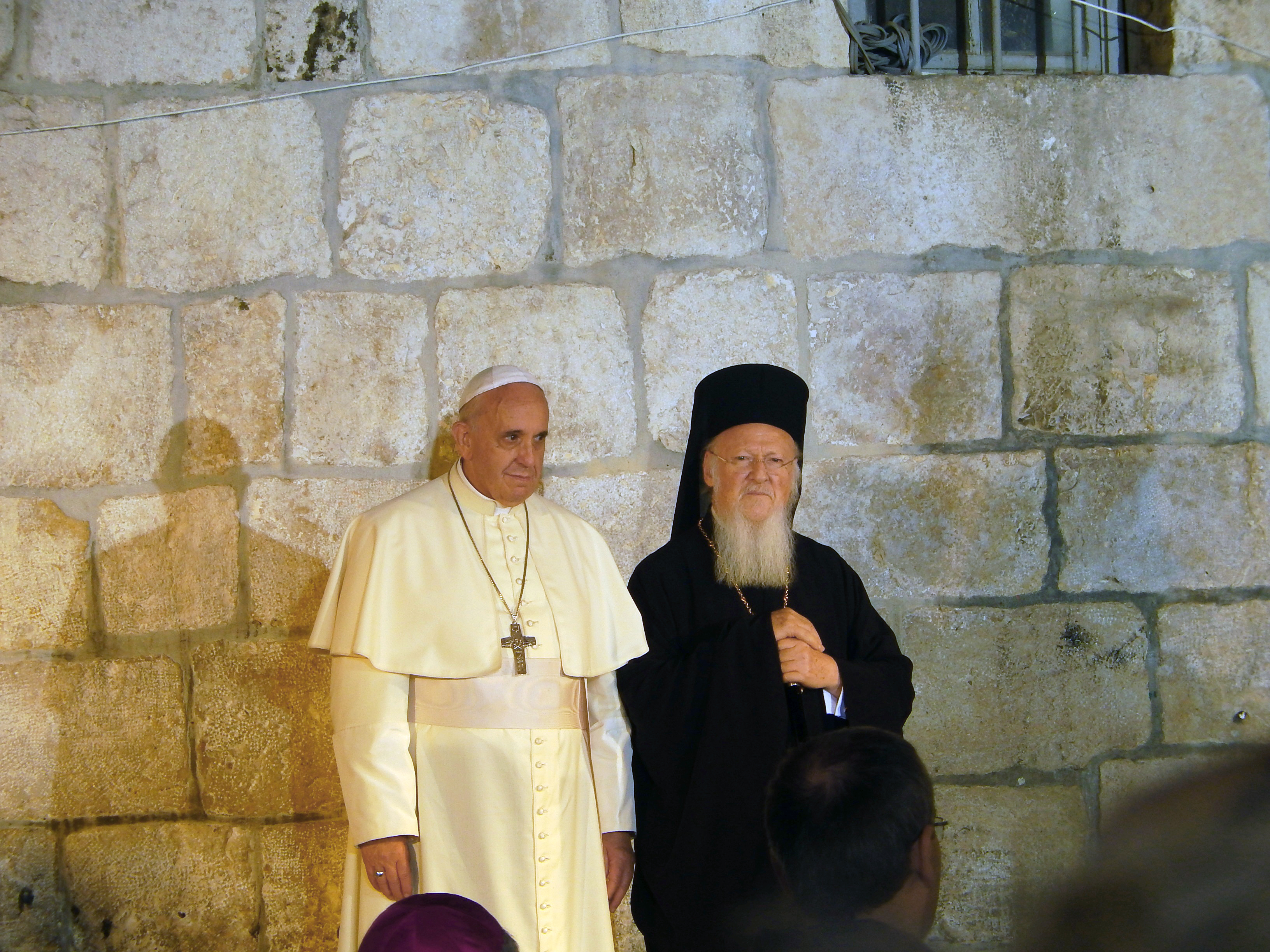
Papa Francisco e Patriarca Ecumênico Bartolomeu

As relações entre a Igreja Católica e a Igreja Ortodoxa Oriental se aqueceram ao longo do último século, com ambas as igrejas adotando um diálogo de caridade. O Concílio Vaticano II (1962–1965) inaugurou uma nova era nas relações da Igreja Romana com a Igreja Ortodoxa, descrevendo carinhosamente os ortodoxos como “irmãos separados”, com sacramentos válidos e um sacerdócio apostólico. Por sua vez, a Igreja Ortodoxa incentivou as igrejas locais a se prepararem para um futuro diálogo durante a Terceira Conferência Pan-Ortodoxa em Rodes (1964) e, desde então, tem realizado diversos esforços ecumênicos com o Vaticano. Em um marco significativo, em 1965 o Papa Paulo VI e o Patriarca Ecumênico Atenágoras I de Constantinopla revogaram mutuamente as excomunhões de 1054. Mais recentemente, em novembro de 2019, o atual Patriarca de Constantinopla, Bartolomeu, declarou acreditar que a reunificação ortodoxa com a Igreja Católica é inevitável.
A Igreja Católica e a Igreja Ortodoxa Oriental romperam a comunhão durante o Cisma do Oriente em 1054. Embora já existisse uma divisão informal entre o Oriente e o Ocidente antes da separação, esses eram conflitos internos sob o guarda-chuva da “una, santa, católica e apostólica Igreja” do Credo Niceno. Somente após o cisma formal no século XI é que se observam duas igrejas distintas, iniciando, assim, suas relações. O rompimento tem sido intensamente lamentado por ambos os lados, pois contradiz a exortação de Jesus Cristo “para que todos sejam um” (João 17:21). A angústia pelo passado tem impulsionado ambos os lados, especialmente nas últimas décadas, a trabalhar pela restauração da unidade cristã através de esforços ecumênicos.

## Relações históricas
O Oriente e o Ocidente foram dois centros de influência ao longo da história cristã. Embora uma divisão informal existisse anteriormente, em 1054 as excomunhões mútuas foram formalmente emitidas, rompendo as relações e causando o cisma. Várias tentativas de restaurar a união ocorreram, destacando-se o Segundo Concílio de Lyon e o Concílio de Florença, ambos sem sucesso final. A única reconciliação concretizada foi a criação das Igrejas Católicas Orientais, que, no entanto, representam um ponto de desconforto para os ortodoxos orientais.

### Cisma e alienação
O "Grande Cisma" denota a ruptura incessante da comunhão entre as famílias católica e ortodoxa. Historiadores do cisma, seguindo a tradição de Edward Gibbon, geralmente reconhecem 1054 como o ponto crucial do rompimento nas relações entre as esferas oriental e ocidental do mundo cristão. Nesse sentido, o cisma pode ser entendido como um evento: as excomunhões mútuas emitidas em 1054. No entanto, a ideia de uma ruptura definitiva tem sido questionada por estudos contemporâneos, que minimizam a importância dessa data específica.
Esse rompimento, contudo, foi o culminar de um processo de distanciamento que se desenrolou ao longo de séculos anteriores. Portanto, o cisma pode também ser compreendido como um processo contínuo de separação entre o Oriente grego e o Ocidente latino, iniciado por volta do ano 900.
A principal causa do cisma é frequentemente identificada como as diferenças eclesiológicas, especialmente a crescente reivindicação do Bispo de Roma à jurisdição universal. A primazia desse fator, contudo, é um ponto amplamente contestado; diversos estudiosos atribuem maior importância aos desacordos teológicos ou políticos.
Não é surpreendente que as relações imediatamente após o cisma fossem de animosidade, considerando que Santo Agostinho diagnosticou a origem moral do cisma como “ódio entre irmãos”. O fenômeno de alienação cultural entre o Ocidente latino e o Oriente grego é essencial para entender a relação histórica entre as igrejas católica e ortodoxa. Uma diferença notável foi o idioma das respectivas esferas, dificultando a comunicação e resultando na falta de tradução de várias obras importantes em ambos os lados.
Isso levou a uma divisão nas tradições teológicas de cada lado. Os teólogos orientais dependiam mais do trabalho da filosofia grega, enquanto no Ocidente o sistema jurídico romano permeava as mentes dos teólogos. Uma das principais divergências que surgiram foi em relação à natureza e função da Igreja: a eclesiologia fundamental. O rompimento das relações foi também evidenciado pela controvérsia do filioque, onde Roma, em 1014, inseriu a cláusula “e do Filho” (filioque em latim) para descrever a procedência do Espírito Santo no Credo Niceno. Os ortodoxos argumentam que essa modificação foi feita em violação do Cânon 7 do Concílio de Éfeso.

### Massacre dos Latinos
O Massacre dos Latinos foi um massacre em grande escala contra católicos romanos (chamados "latinos") em Constantinopla, capital do Império Romano Oriental, feita pela população ortodoxa da cidade em 11 de abril de 1182. O massacre foi desencadeado por uma série de fatores, incluindo o crescente ressentimento dos bizantinos em relação aos latinos, que passaram a dominar a vida política e econômica do império. O medo dos bizantinos de que os latinos estivessem tentando minar sua fé ortodoxa foi um dos principais fatores que acarretaram os ressentimentos.
O massacre começou quando uma grande multidão de bizantinos atacou o bairro com população latina da cidade. A multidão matou centenas de latinos, incluindo mulheres e crianças, e saquearam e incendiaram as casas e os seus negócios. O massacre continuou por vários dias, até que as autoridades bizantinas conseguiram restaurar a ordem. O número exato de mortos ou forçados a fugir durante o Massacre dos Latinos é desconhecido, mas, estima-se que a maior parte da comunidade latina em Constantinopla, que era composta por cerca de 60.000 pessoas na época, foi morta ou se viu forçada a fugir, segundo Eustácio de Tessalônica. As comunidades genovesas e pisanas foram as mais atingidas, tendo em cerca de 4.000 sobreviventes sendo vendidos como escravos ao Sultanato de Rum.
O Massacre dos Latinos teve um impacto profundo nas relações entre as igrejas ortodoxa e católica. O massacre endureceu as atitudes de ambos os lados, dificultando ainda mais a reconciliação entre as duas igrejas. O massacre também prejudicou a posição do Império Bizantino no Ocidente e contribuiu para o eventual declínio do império.

### Saque de Constantinopla
Em abril de 1204, exércitos cruzados católicos capturaram e saquearam Constantinopla, a então capital do Império Bizantino e sede da Igreja Ortodoxa Oriental. Após o saque da cidade, a maior parte dos territórios do Império Bizantino foi dividida entre os cruzados. O saque de Constantinopla foi um ponto de inflexão na história medieval. A decisão dos cruzados de atacar a maior cidade cristã do mundo foi algo sem precedentes e, imediatamente controversa. Os relatos dos saques e brutalidades dos cruzados escandalizaram e horrorizam o mundo ortodoxo; o Império Bizantino tornou-se muito mais pobre, menor e incapaz de se defender contra as conquistas seljúcidas e otomanas que se seguiram após o saque; as ações dos cruzados, assim, aceleraram diretamente o colapso da cristandade no Oriente, e, a longo prazo, facilitaram a posterior conquista otomana.
Oitocentos anos após a Quarta Cruzada, o Papa João Paulo II expressou duas vezes pesar pelo evento da Quarta Cruzada. Em 2001, ele escreveu que "É trágico que os agressores, que partiram para garantir o livre acesso dos cristãos à Terra Santa, tenham se voltado contra seus irmãos na fé. O fato de que fossem cristãos latinos enche os católicos de profundo arrependimento." Em 2004, enquanto Bartolomeu I, Patriarca de Constantinopla, visitava o Vaticano, João Paulo II perguntou: "Como podemos não compartilhar, a uma distância de oito séculos, a dor e o desgosto?". Em abril de 2004, em um discurso no 800º aniversário da captura da cidade, o Patriarca Ecumênico Bartolomeu I aceitou formalmente o pedido de desculpas. “O espírito de reconciliação é mais forte que o ódio”, disse ele durante uma liturgia com a presença do arcebispo católico romano Philippe Barbarin de Lyon, França. “Recebemos com gratidão e respeito seu gesto cordial pelos trágicos eventos da Quarta Cruzada. É um fato que um crime foi cometido aqui na cidade há 800 anos.”

### Segundo Concílio de Lyon
O Segundo Concílio de Lyon em 1274 foi uma tentativa de reconciliação convocada pelo Papa Gregório X. O concílio contou com a presença de mais de 300 bispos, que discutiram a união entre o Oriente e o Ocidente. O Papa Gregório X celebrou a Missa para a Festa de São Pedro e São Paulo, que foi assistida por ambos os lados. Os gregos aceitaram a cláusula contestada Filioque, o que permitiu que a reunificação fosse momentaneamente alcançada. No entanto, essa união foi breve, pois, embora o Imperador Miguel VIII Paleólogo fosse entusiasta sobre a reunificação, o clero oriental se opôs amplamente às decisões do concílio. Assim, quando seu filho Andrônico II Paleólogo assumiu como Imperador, ele repudiou a união.

### Concílio de Florença

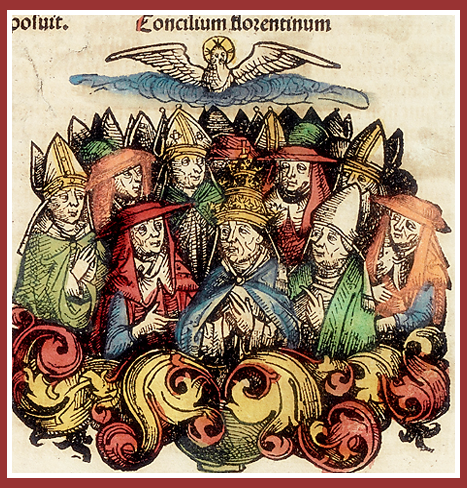
O Concílio de Florença

O Concílio de Basileia-Ferrara-Florença, realizado entre 1438 e 1445, foi o esforço histórico mais notável em prol da unidade ecumênica. A Igreja Ocidental enviou cartas aos seus homólogos gregos, entusiasmada com a possibilidade de uma futura unidade. Eles se reuniram com o objetivo de alcançar um acordo doutrinal e pôr fim ao cisma. Os gregos presentes acabaram aceitando a cláusula Filioque, bem como a perspectiva latina sobre a Eucaristia, o purgatório e a primazia papal.
A bula de unidade, Laetentur Caeli, trouxe uma reunificação completa; sendo proclamada pelos representantes das cinco sedes patriarcais. A evidência de unidade foi, de modo sensacional, vista na participação mútua nas liturgias, bem como na crescente apreciação pelas respectivas tradições patrísticas.
Esta união, porém, durou pouco, devido à decisão dos ortodoxos de rejeitarem posteriormente a união, impulsionados pelo sentimento antiocidental das classes populares e pela queda de Constantinopla para os turcos em 1453. Com o antagonismo, houve uma contínua discordância sobre as questões teológicas abordadas no concílio: o Filioque, o purgatório e a primazia papal. Os ortodoxos argumentaram que Florença não deveria ser considerada um Concílio Ecumênico válido, pois não seguiu o método tradicional. Em última análise, Florença serviu para destacar a imensa dificuldade de unificação.

### Igrejas Católicas Orientais
Apesar do fracasso de Florença, as relações foram relativamente fortes nos séculos seguintes. As Igrejas Católicas Orientais surgiram de um movimento que buscava entrar em plena comunhão com o Papa, mantendo elementos de suas práticas litúrgicas e regras canônicas tradicionais. Aqui está uma lista de Igrejas Católicas Orientais com origens na Igreja Ortodoxa Oriental:
- Igreja Uniata Rutena ( 1595 - 1795 )
  - Igreja Católica Grega Ucraniana (1963)
  - Igreja Católica Grega Bielorrussa (1990)
  - Igreja Católica Grega Russa
- Igreja Católica Bizantina (Rutena) ( 1646 )
  - Igreja Católica Grega Húngara (1912)
  - Igreja Católica Grega Eslovaca (2008)
- Igreja Católica Grega Romena (1698)
- Igreja Católica Grega Melquita (1724)
- Igreja Católica Ítalo-Albanesa (1731)
- Igreja Católica Grega da Croácia e Sérvia (1777)
- Igreja Católica Grega Búlgara (1861)
- Igreja Católica Bizantina Grega (1880)
- Igreja Católica Grega Albanesa (1939)
- Igreja Católica Grega da Macedônia (2001)

Muitos ortodoxos criticaram, de forma pejorativa, o que chamam de "uniatismo", como um método inadequado de cura da divisão. O teólogo ortodoxo e bispo Kallistos Ware descreveu essa abordagem católica, especialmente pela Companhia de Jesus, como uma “política de cavalo de Troia”. De fato, o Arquimandrita Vladislav Tsypin chegou a afirmar que hoje este é o principal fator que impede que ortodoxos e católicos estabeleçam melhores relações. Aqueles que apoiam os Uniatas, geralmente católicos, veem essas igrejas como uma ponte entre as duas comunidades cristãs, que trabalha em direção à reunificação completa. No entanto, após o Concílio Vaticano II, a Igreja Católica se distanciou do uniatismo como abordagem para buscar uma unidade duradoura.

## Relações contemporâneas
As relações contemporâneas entre as Igrejas Católica e Ortodoxa têm sido caracterizadas por um impulso em direção ao ecumenismo e ao diálogo. O Concílio Vaticano II foi fundamental na mudança da abordagem pastoral da Igreja Católica ao lidar com os ortodoxos. Apesar dessa nova abertura, muitos ortodoxos permanecem hesitantes, especialmente à luz de desenvolvimentos recentes e contínuos debates sobre temas como a distinção essência-energia.

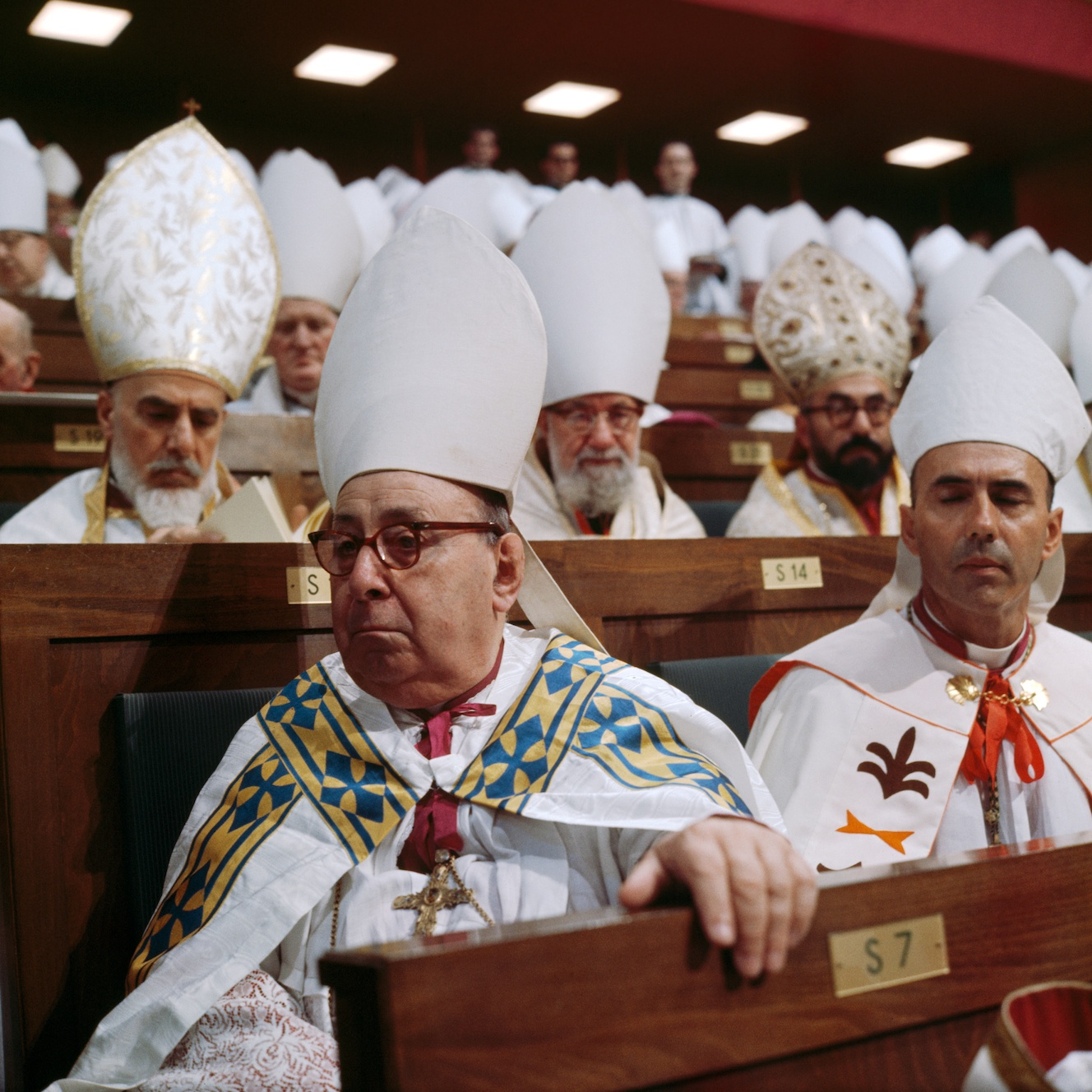
O Concílio Vaticano II

### Concílio Vaticano II
O Concílio Vaticano II foi um marco histórico em termos da abordagem pastoral da Igreja Católica. Mais de dois mil bispos foram chamados à Roma entre 1962 e 1965 para discutirem como a Igreja enfrentaria os desafios do mundo moderno. A Igreja, segundo Peter A. Huff, de forma ampla redirecionou sua preocupação de estabilidade interna para o diálogo externo. Ao todo, dezessete Igrejas Ortodoxas enviaram observadores ao concílio que participaram das discussões, especificamente sobre a união entre as duas igrejas. Uma das principais preocupações do concílio ecumênico era promover a unidade de todos os cristãos espalhados pelo mundo.
Significativamente, no encerramento do concílio ecumênico, o Papa Paulo VI e o Patriarca Ortodoxo Atenágoras mutuamente suspenderam suas respectivas excomunhões na Declaração Conjunta Católico-Ortodoxa de 1965. Isso, no entanto, foi em grande parte simbólico das intenções de, eventualmente, restaurar a plena comunhão entre as igrejas.

### Diálogo e ecumenismo
O Decreto sobre o Ecumenismo do Vaticano II impulsionou os esforços católicos para se aproximar dos ortodoxos nos últimos 60 anos. O diálogo ocorrido entre 1963 e 1979 foi descrito como um “diálogo de caridade”. Isso transicionou para um “diálogo de doutrina” com referência à história e tradição da Igreja primitiva. Papas sucessivos optaram por recitar o Credo Niceno com Patriarcas Orientais conforme o texto anterior à adição da cláusula Filioque. Os ortodoxos têm dialogado com o Vaticano em várias ocasiões nas últimas décadas, destacando-se a participação do Patriarca Bartolomeu I na Reunião de Oração em Assis.
A Comissão Teológica Conjunta foi estabelecida entre a Santa Sé e quatorze igrejas ortodoxas autocéfalas. Em 1980, a Comissão se reuniu pela primeira vez em Rodes, onde divulgaram um documento preparatório afirmando que uma compreensão mais profunda dos sacramentos ajudaria a avançar no diálogo.
Outro ponto de desacordo é a natureza da disputa. Para muitos católicos, o problema principal é uma questão de autoridade, que se relaciona com a eclesiologia. Eles não consideram os ortodoxos como heréticos, mas meramente como cismáticos, pois estes não reconhecem a supremacia papal. Alternativamente, os ortodoxos geralmente diagnosticam o problema como primariamente teológico, apontando os ensinamentos dogmáticos católicos sobre a Imaculada Conceição e a Infalibilidade Papal como heréticos.

### Distinção Essência-Energia
Um dos principais testes de harmonização teológica entre a Igreja Católica e Ortodoxa é sobre a distinção entre essência e energia na natureza divina. São Tomás de Aquino, teólogo e filósofo católico influente do século XIII, morreu a caminho do Segundo Concílio de Lyon em 1274, fora convocado para lidar com a divisão entre Oriente e Ocidente. Sua explicação da “simplicidade divina” com uma distinção virtual entre a essência e as energias de Deus é um lado do debate; o outro lado foi articulado pelo monge hesicasta do Monte Atos, Gregório Palamas, contemporâneo de Aquino, que defendeu uma distinção real entre a essência e as energias de Deus. Essa questão é de grande relevância, pois trata de como o ser humano conhece e se relaciona com o Criador.

### Desenvolvimentos recentes
Em 2018, o esforço para a unidade ecumênica sofreu ainda maiores dificuldades por tensões entre a Igreja Ortodoxa Russa e a Igreja Ortodoxa Grega, o que acabou resultando no estabelecimento de uma Igreja Ortodoxa Ucraniana independente. A pesquisa do Pew Research mostrou que, em 2017, 35% dos fiéis ortodoxos são a favor da comunhão com a Igreja Católica. O apoio à unidade Ortodoxa/Católica foi mais alto entre os ortodoxos da Romênia, com 62% a favor, e, mais baixo entre os ortodoxos russos, com somente 17% de apoio. Entre os católicos nos países pesquisados, 38% apoiaram a unidade, em comparação com os 30% que se opuseram. O apoio à unidade ecumênica foi maior entre os católicos ucranianos, com 74% a favor, e menor entre os católicos lituanos, com apenas 24% a favor.

## Relações bilaterais da Igreja Católica Romana com as igrejas ortodoxas orientais autocéfalas

### Relações entre a Igreja Católica Romana e a Igreja Ortodoxa Grega de Alexandria
O Patriarcado Ortodoxo Grego de Alexandria e todo o continente africano está ativamente envolvida no diálogo ecumênico com a Igreja Católica Apostólica Romana. Em 1968, na entronização do Patriarca Nicolau VI de Alexandria, a delegação da Igreja Católica Romana entregou ao Patriarcado de Alexandria uma partícula das relíquias de São Marcos, fundador da Igreja de Alexandria. No ano de  2013, ocorreu um encontro entre o Papa Francisco e o Patriarca Teodoro II de Alexandria em Roma. Em 28 de abril de 2017, o Patriarca Teodoro II participou  em Cairo de uma oração ecumênica conjunta com o Papa Francisco, o Papa Copta Tawadros II e o Patriarca Bartolomeu de Constantinopla.

## Visão para a unidade

### Perspectivas futuras
A Igreja Católica expressou um profundo desejo de sanar o cisma para que a Igreja possa "respirar com seus dois pulmões". Os ortodoxos, no entanto, continuam a insistir que o Bispo de Roma possui uma primazia limitada a uma de honra. Isso é evidenciado na frase primus inter pares (em latim, "primeiro entre iguais"). Dado que a Igreja Católica reconhece mais do que uma distinção apenas de honra, é claro que será necessário que um dos lados ceda nesse ponto. Atualmente, não há indicações de que esse tipo de compromisso ocorra em um futuro próximo.
Apesar das diferenças duradouras entre as igrejas Católica e Ortodoxa, alguns estudiosos acreditam que o principal problema que impede o progresso é comportamental e não doutrinário. Assim, Robert F. Taft, S.J., acreditava que a resposta para os problemas das igrejas é uma erudição ecumênica que busca o entendimento em vez da confrontação.